# مارسيلا بيلا
مارسيلا بيلا (بالإيطالية: Marcella Bella)‏ هي مغنية إيطالية، ولدت في 18 يونيو 1952 في قطانية في إيطاليا.

## وصلات خارجية
- مارسيلا بيلا على موقع IMDb (الإنجليزية)
- مارسيلا بيلا على موقع ميوزك برينز (الإنجليزية)
- مارسيلا بيلا على موقع أول ميوزيك (الإنجليزية)
- مارسيلا بيلا على موقع ديسكوغز (الإنجليزية)
- مارسيلا بيلا على موقع قاعدة بيانات الفيلم (الإنجليزية)